# Volta a la Gran Bretanya 2014
La Volta a la Gran Bretanya 2014, 11a edició del Volta a la Gran Bretanya, es disputà entre el 7 i el 14 de setembre de 2014 sobre un recorregut de 1.375,7 km repartits vuit etapes, una d'elles dividida en dos sectors. L'inici de la cursa fou a Liverpool, mentre el final fou a Londres. La cursa formava part del calendari de l'UCI Europa Tour 2014, amb una categoria 2.1.
El vencedor final fou el neerlandès Dylan van Baarle (Garmin-Sharp), amb 10 segons sobre el polonès Michał Kwiatkowski (Omega Pharma-Quick Step) i 22" sobre el britànic Bradley Wiggins (Team Sky). Van Baarle es va fer amb el liderat en acabar la penúltima gràcies a format part d'una escapada que arrib+a a meta amb més d'un minut sobre el gran grup. En les altres classificacions Kwiatkowski guanyà la classificació dels punts, Mark Mcnally (An Post-ChainReaction) la muntanya, Sebastian Lander (BMC Racing Team) les metes volants i l'IAM Cycling la classificació per equips.

## Equips
L'organització convidà a prendre part en la cursa a vuit equips World Tour, cinc equips continentals professionals, sis equips continentals i un equip nacional:
- equips World Tour: Belkin Pro Cycling Team, BMC Racing Team, Garmin-Sharp, Movistar Team, Omega Pharma-Quick Step, Giant-Shimano, Team Tinkoff-Saxo, Team Sky
- equips continentals professionals: Bardiani CSF, IAM Cycling, MTN Qhubeka, NetApp-Endura, Team Novo Nordisk
- equips continentals: An Post-ChainReaction, Madison-Genesis, NFTO, Velosure-Giordana Racing Team, Rapha Condor-JLT, Team Raleigh
- equip nacional: selecció del Regne Unit

## Etapes
| Etapa | Data           | Recorregut             |                           | Km    | Vencedor d'etapa         | Líder de la general      | Ref.   |
| ----- | -------------- | ---------------------- | ------------------------- | ----- | ------------------------ | ------------------------ | ------ |
| 1a    | 7 de setembre  | Liverpool – Liverpool  | Etapa plana               | 104,8 | Marcel Kittel (GER)      | Marcel Kittel (GER)      | [ 2 ]  |
| 2     | 8 de setembre  | Knowsley – Llandudno   | Etapa plana               | 200,8 | Mark Renshaw (AUS)       | Mark Renshaw (AUS)       | [ 3 ]  |
| 3     | 9 de setembre  | Newtown – The Tumble   | Etapa de mitja muntanya   | 179,9 | Edoardo Zardini (ITA)    | Edoardo Zardini (ITA)    | [ 4 ]  |
| 4     | 10 de setembre | Worcester – Bristol    | Etapa accidentada         | 184,6 | Michał Kwiatkowski (POL) | Michał Kwiatkowski (POL) | [ 5 ]  |
| 5     | 11 de setembre | Exmouth – Exeter       | Etapa accidentada         | 177,3 | Matthias Brändle (AUT)   | Michał Kwiatkowski (POL) | [ 6 ]  |
| 6     | 12 de setembre | Bath – Hemel Hempstead | Etapa plana               | 205,6 | Matthias Brändle (AUT)   | Alex Dowsett (GBR)       | [ 7 ]  |
| 7     | 13 de setembre | Camberley – Brighton   | Etapa accidentada         | 225,1 | Julien Vermote (BEL)     | Dylan van Baarle (NED)   | [ 8 ]  |
| 8a    | 14 de setembre | Londres – Londres      | contrarellotge individual | 8,8   | Bradley Wiggins (GBR)    | Dylan van Baarle (NED)   | [ 9 ]  |
| 8b    | 14 de setembre | Londres – Londres      | Etapa plana               | 88,8  | Marcel Kittel (GER)      | Dylan van Baarle (NED)   | [ 10 ] |

## Classificació final
|    | Ciclista                 | Equip                   | Temps       |
| -- | ------------------------ | ----------------------- | ----------- |
| 1  | Dylan van Baarle (NED)   | Garmin-Sharp            | 32h 22' 50" |
| 2  | Michał Kwiatkowski (POL) | Omega Pharma-Quick Step | + 10"       |
| 3  | Bradley Wiggins (GBR)    | Team Sky                | + 22"       |
| 4  | Edoardo Zardini (ITA)    | Bardiani CSF            | + 37"       |
| 5  | Nicolas Roche (IRL)      | Team Tinkoff-Saxo       | + 42"       |
| 6  | Ion Izagirre (ESP)       | Movistar Team           | + 46"       |
| 7  | Sylvain Chavanel (FRA)   | IAM Cycling             | + 50"       |
| 8  | Alex Dowsett (GBR)       | Movistar Team           | + 54"       |
| 9  | Jan Bárta (CZE)          | NetApp-Endura           | + 1'09"     |
| 10 | Dylan Teuns (BEL)        | BMC Racing Team         | + 1'10"     |